# Sistema pitot-estàtic

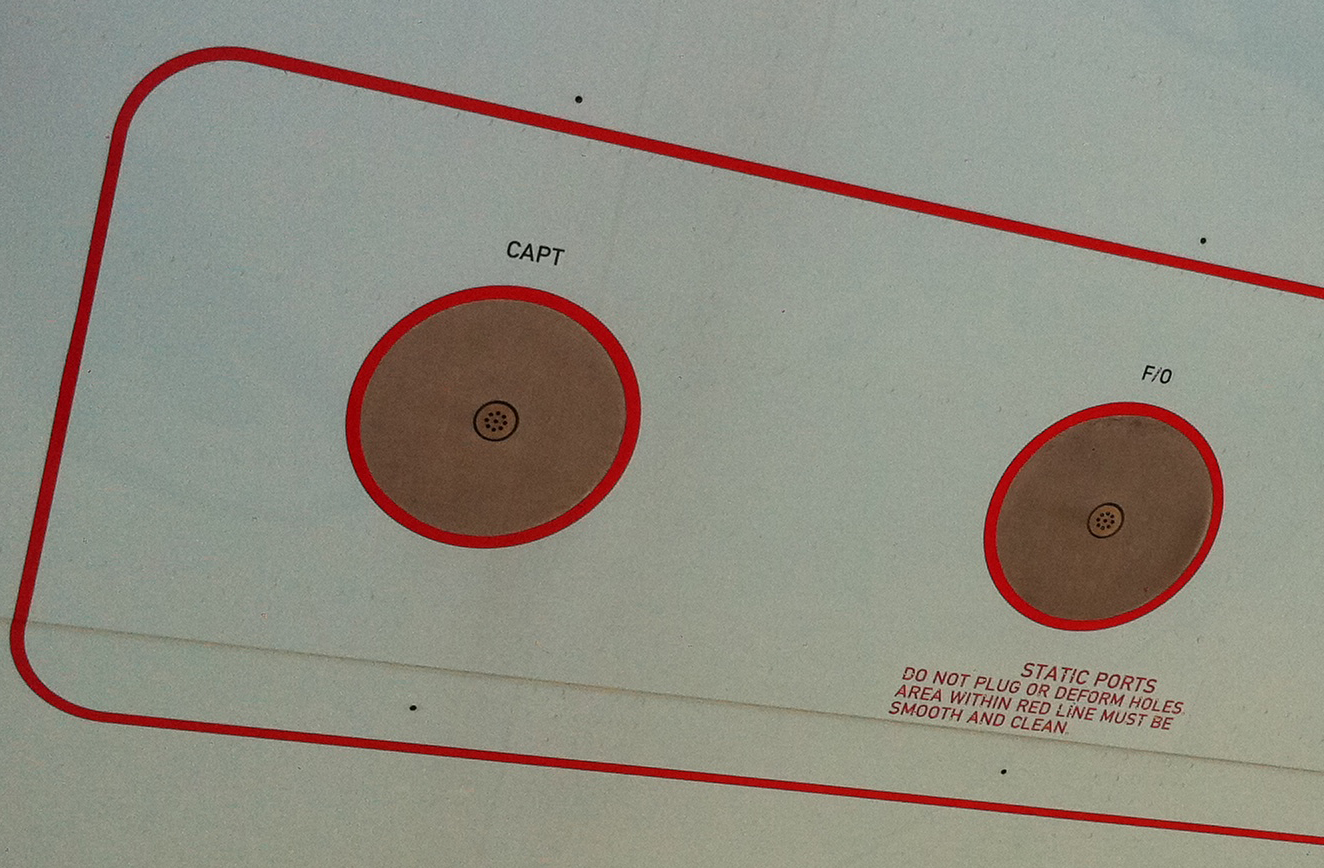
Presa estàtica en un Airbus A330.

El  sistema pitot-estàtic  és un sistema d'instruments sensibles a la pressió que s'utilitza principalment en aviació per poder determinar la velocitat d'una aeronau respecte l'aire, el nombre Mach, l'altitud i la tendència d'altitud. Per norma general un sistema d'aquest tipus consisteix en un tub de pitot, una presa estàtica i els instruments de pitot-estàtics. Aquest equip s'utilitza per mesurar les forces que actuen en un vehicle en funció de la temperatura, la densitat, la pressió i la viscositat del fluid en què s'està desplaçant. Els errors en les lectures d'aquest sistema poden ser extremadament perillosos, ja que la informació obtinguda, com l'altitud de l'aeronau, és decisiva per a un vol satisfactori. Diversos desastres de vols comercials han tingut origen en errors d'aquest sistema, molts d'ells causats per la congelació del tub de Pitot.